# Rezervația naturală Seliște

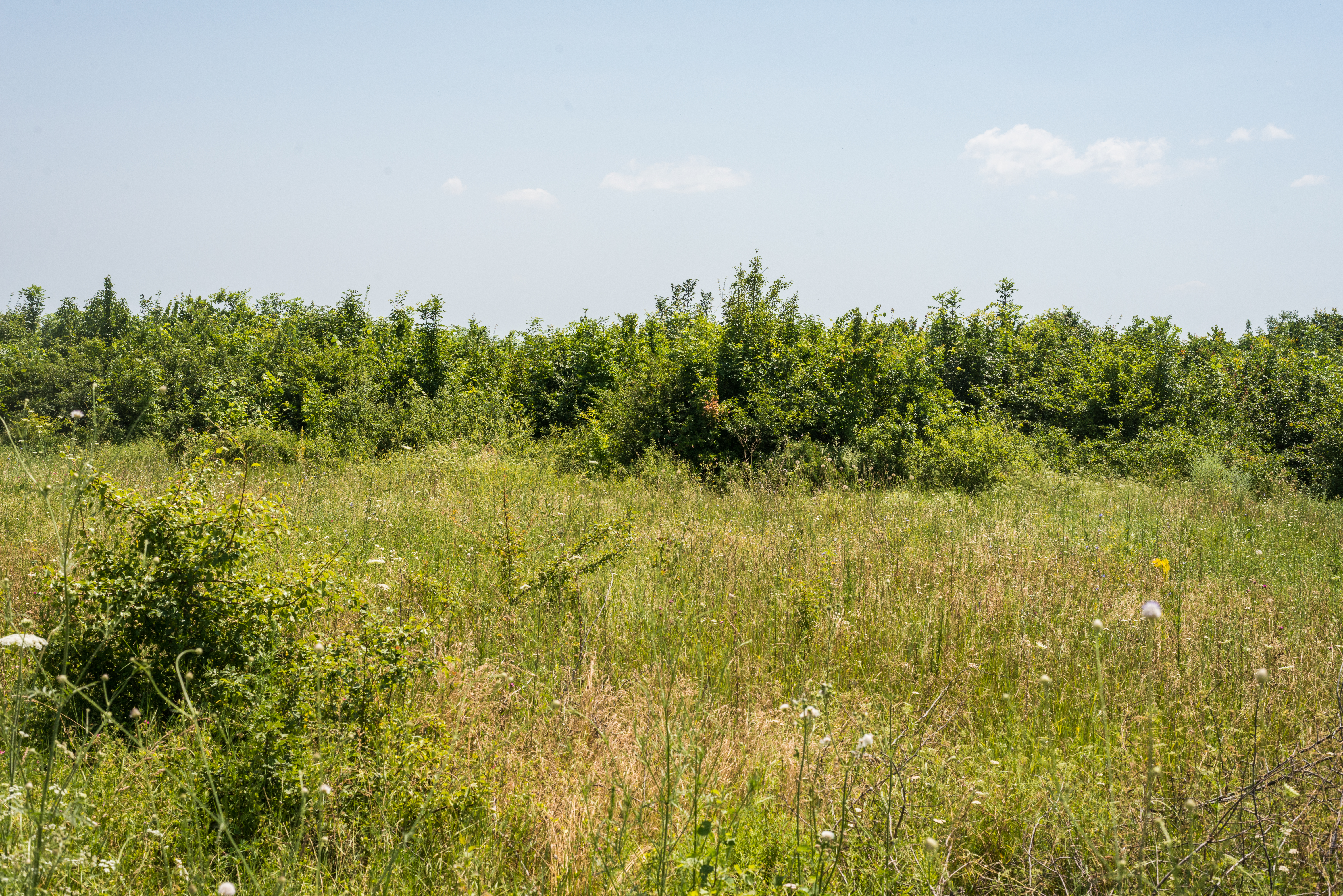
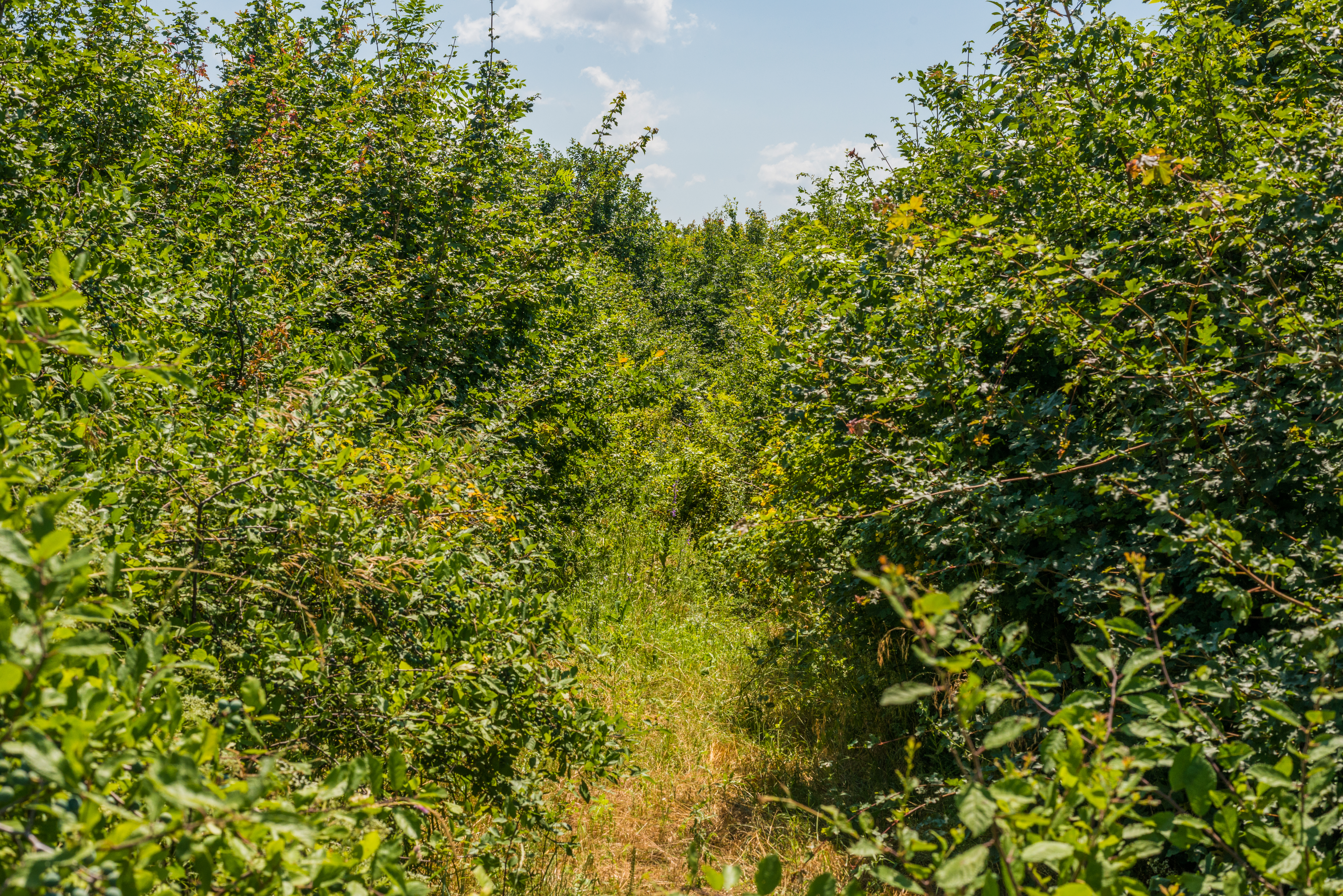
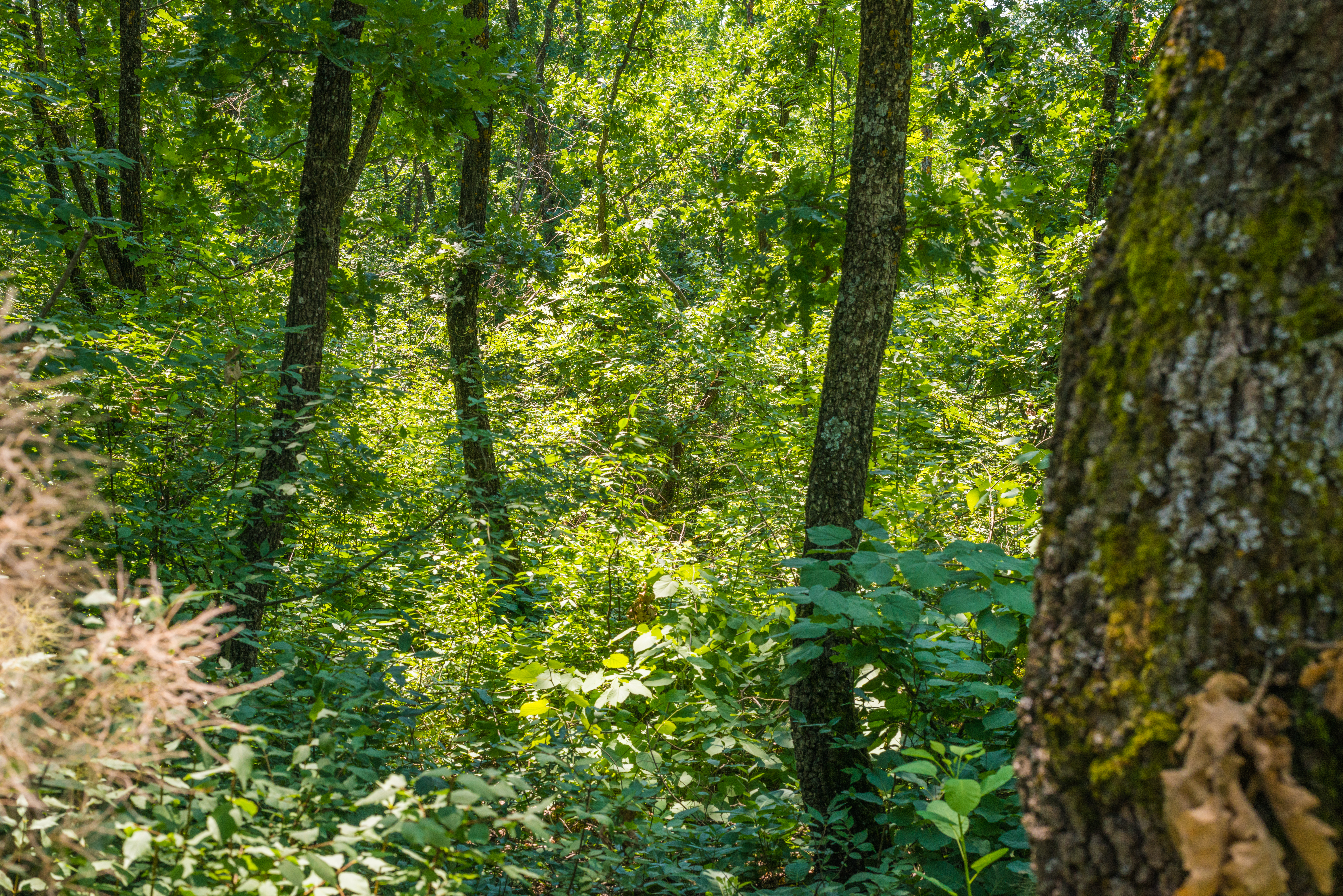
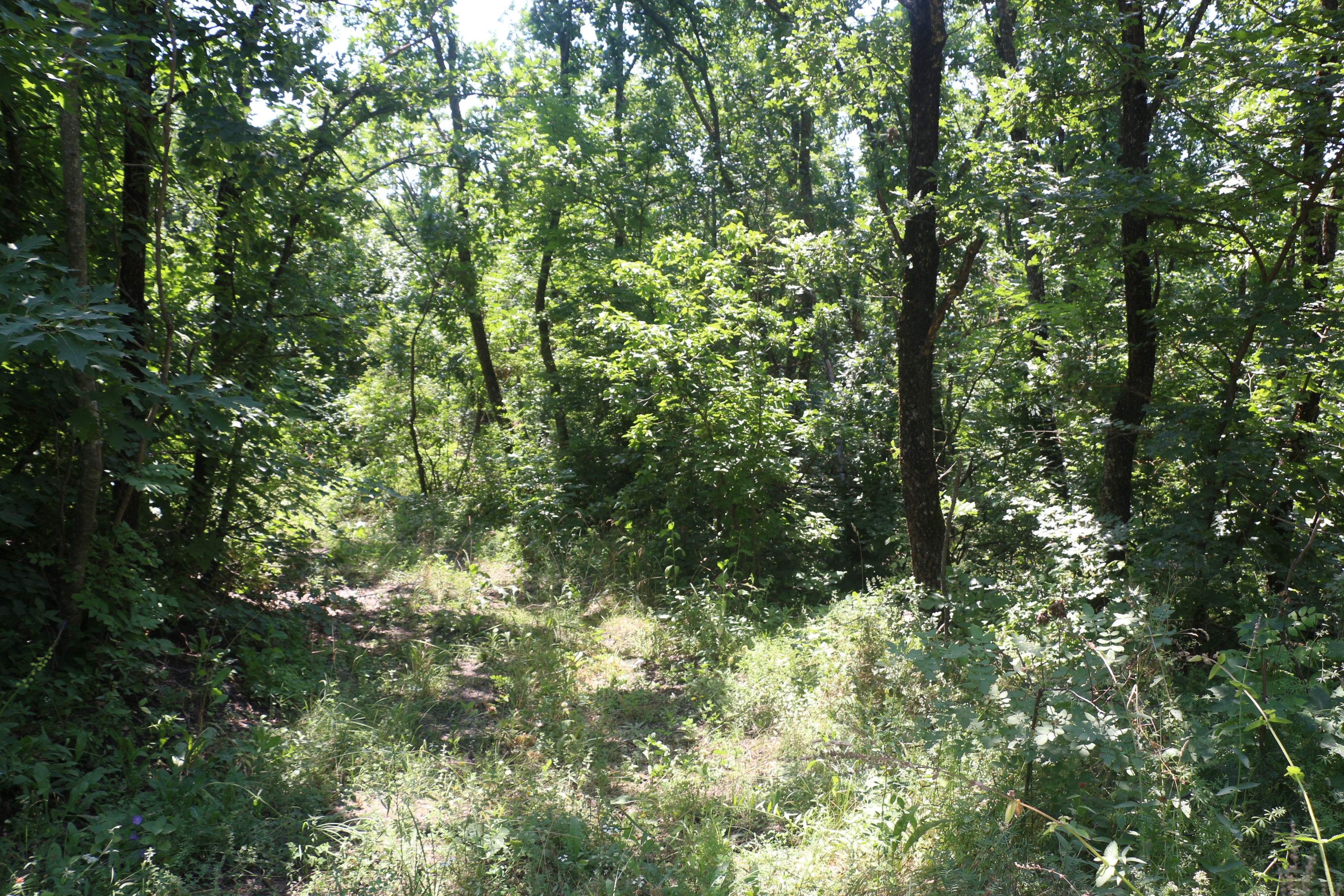

Seliște este o rezervație naturală de plante medicinale în raionul Nisporeni, Republica Moldova. Este amplasată în ocolul silvic Păruceni, Seliște-Leu, parcelele 27-30. Are o suprafață de 315 ha. Obiectul este administrat de Gospodăria Silvică de Stat Nisporeni.